# Macrosiphoniella crepidis
Macrosiphoniella crepidis är en insektsart. Macrosiphoniella crepidis ingår i släktet Macrosiphoniella och familjen långrörsbladlöss. Inga underarter finns listade i Catalogue of Life.